# Зеленоцветно шапиче
Зеленоцветното шапиче (Alchemilla viridiflora) е вид растение, принадлежащо към семейство Розови. Включено е в списъка на лечебните растения съгласно Закона за лечебните растения.
Видът произхожда от Балканския полуостров и вирее добре в умерен климат.